# پایگاه عملیات خط مقدم کارپنتر
پایگاه عملیات خط مقدم کارپنتر یک پایگاه عملیات خط مقدم در نزدیکی سلمان پاک در جنوب بغداد بود

## نامگذاری
این پایگاه به افتخار متخصص چهارم ارتش آمریکا و مهندس پرواز «توماس کارپنتر جونیور» ناگذاری شد. او در ۱۲ دسامبر ۱۹۴۶ در تاسکالوسا، آلاباما متولد و در ۱۰ ژانویه ۱۹۶۸ در یک حمله نظامی در پایگاه خود در کون توم در ویتنام کشته شد. نام او بر یادبود کهنه‌سربازان ویتنام حکاکی شده است. او یکی از ۷۲۵۷ کشته از میان ۳۰۰٬۰۰۰ سیاه‌پوست آمریکایی شرکت کننده در جنگ ویتنام بود.